# På vej mod det højteknologiske samfund
|  | Denne artikel er oprettet af botten Steenthbot ud fra en ekstern database. Den kan derfor have sproglige fejl eller mangler. Denne skabelon kan fjernes efter kontrol af indholdet. |

På vej mod det højteknologiske samfund er en dansk undervisningsfilm fra 1985 instrueret af Jan Jung.